# Синди Класен
Синди Класен (на английски: Cindy Klassen) e известна канадска състезателка по бързо пързаляне с кънки. Олимпийска шампионка от Игрите в Торино през 2006 на дисциплината 1500 м и петкратна световна шампионка между 2003 и 2011 година, с четири индивидуални и една отборна титла.
Синди Класен е един от двата най-награждавания канадски спортиста на Олимпиади за всички времена, заедно с Клара Хюз, с един златен, два сребърни и три бронзови медала. Ще е изобразена на монетата от 25 цента, която ще бъде пусната в обращение през януари 2010.
Класен е единственият канадски олимпиец, печелил пет медала от едни олимпийски игри (Торино 2006).

## Биография
Родена е на 12 август 1979 в Уинипег. Започва кариерата си като състезателка по хокей на лед. След като не попада в отбора за Зимните олимпийски игри 1998 се насочва към бързото пързаляне с кънки и бързо постига впечатляващи резултати. Първото и голямо отличие е бронзов медал на 3000 м на Зимните олимпийски игри 2002.
Класен пропуска целия сезон 2003 – 2004 заради сериозна контузия. По време на състерзание пада и кънката на съперничката и срязва 6 сухожилия на ръката.
Най-успешната година е 2006 когато печели пет медала на Олимпиадата в Торино (златен на 1500 м, сребърен на 1000 м и отборно преследване и бронзов на 3000 и 5000 м).

## Рекорди
- 500 м – 37.51
- 1000 м – 1:13.11 (настоящ световен рекорд)
- 1500 м – 1:51.79 (настоящ световен рекорд)
- 3000 м – 3:53.34 (настоящ световен рекорд)
- 5000 м – 6:48.97
- 10 000 м – 15:17.63